# Vöröskő-forrás
A Vöröskő-forrás egy időszakosan aktív karsztforrás. A Bükk hegység Vöröskő nevű hegyének oldalából, Felsőtárkány falu közelében, a Felsőtárkányi Állami Erdei Vasút Stimecz ház nevű végállomásától induló erdei tanösvény végpontjánál ered, évente két-három hónapig (de nem minden évben), tipikusan az olvadást követő időszakban aktív. A Bükki Nemzeti Park része.

## Megközelítés
A Vöröskő-forrás Felsőtárkány felől a Felsőtárkányi Állami Erdei Vasút igénybevételével Stimecz ház végállomásig, majd onnan a Vöröskő-völgyben gyalog közelíthető meg a legkényelmesebben. Kerékpárral a vasúttal párhuzamos úton juthatunk fel a forrás alá: Egeres-völgy Varróház vasúti megálló előtt kell kereszteznünk a vasutat egy sorompóval lezárt erdészeti úton, majd a Stimecz ház végállomásnál a nyomvonalat keresztezve a Vöröskő-patak völgyében kell feltekerni. Gyalogosan a kék és kék kereszt túraútvonalakon kell Stimecz házig eljutni, onnan pedig a Vöröskő-völgyi tanösvényen érhető el a forrás. Az erdészet által kialakított és fenntartott tanösvény bemutatja a vidék kőzeteit, növény- és állatvilágát. A tanösvény amikor felkanyarodik a jobb oldali hegyre, balra a patakon átkelve, jelzetlen gyalogúton (a régi vasút nyomvonalán) lehet megközelíteni a forrást.
A forrás helye jól felismerhető: a számottevő víznyomás miatt nagy méretű kibetonozott részen tör a felszínre a víz.

## A Vöröskő-forrás működése
A Vöröskő-forrás egy ideiglenesen működő forrása a Bükk hegységnek. Az elolvadó téli hó hetekig tekereg a mészkő alapú Bükk belsejében lévő barlangrendszerben, majd a tavasz közepén, tipikusan február és április között tör a felszínre.v Nagyobb mennyiségű csapadékkal járó esős időszakokat követően is működésbe léphet a forrás. Száraz időszakokban azonban vize teljesen elapadhat.
A forrás annak köszönheti működését, hogy a Bükk-vidék területén lehulló csapadék mintegy 20-36 százaléka a mészkő repedésein keresztül beszivárog a karsztvizeket gyűjtő rétegek szintjére, majd onnan a föld alatt eljut arra a pontra, ahol felszínre tör, mint forrás.
A kiszáradt forrást egy meleg nyári napon látva nehezen hihető, hogy milyen erővel tör felszínre a víz, de a forrás környékét övező, erőteljesen kibetonozott terület sejteti, hogy a karsztvíz milyen lendülettel tör ki a működés rövid heteiben. A forrásvíz iható, tiszta és hideg karsztvíz.
A Vöröskő-forrás általában április végére kiapad, és az év további szakaszában teljesen kiszárad, június végétől már egyáltalán nem ad vizet.

## Galéria

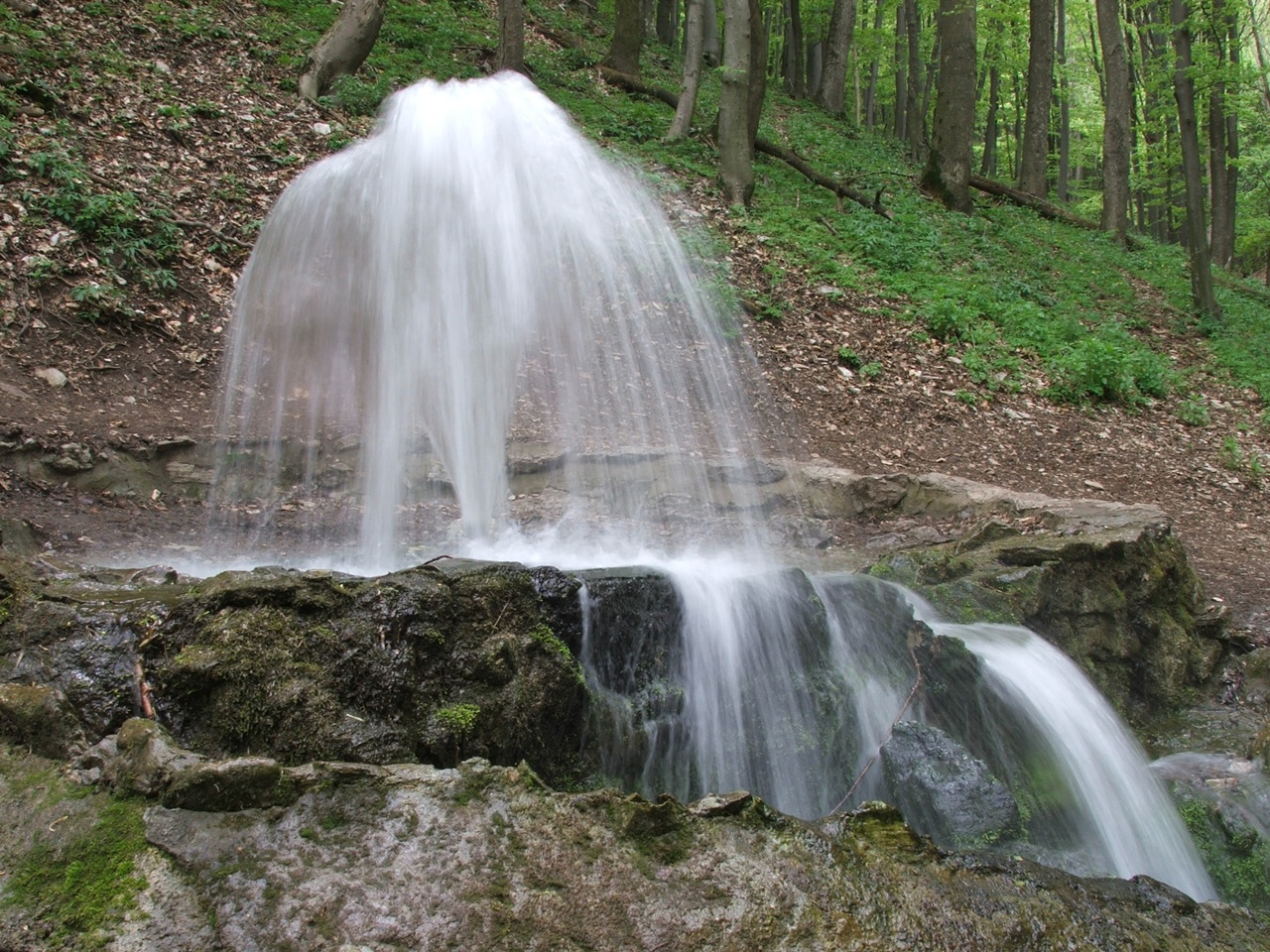
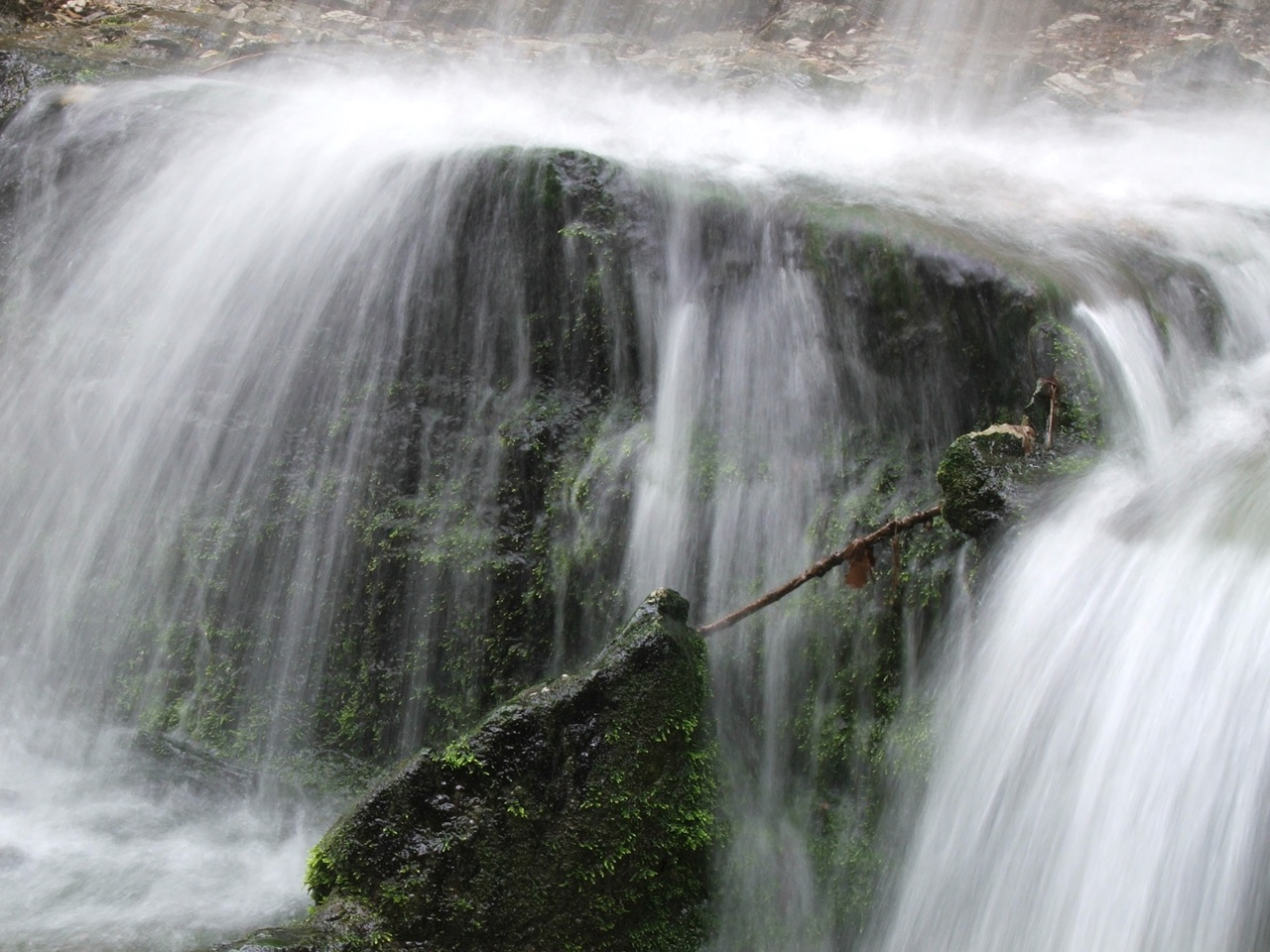
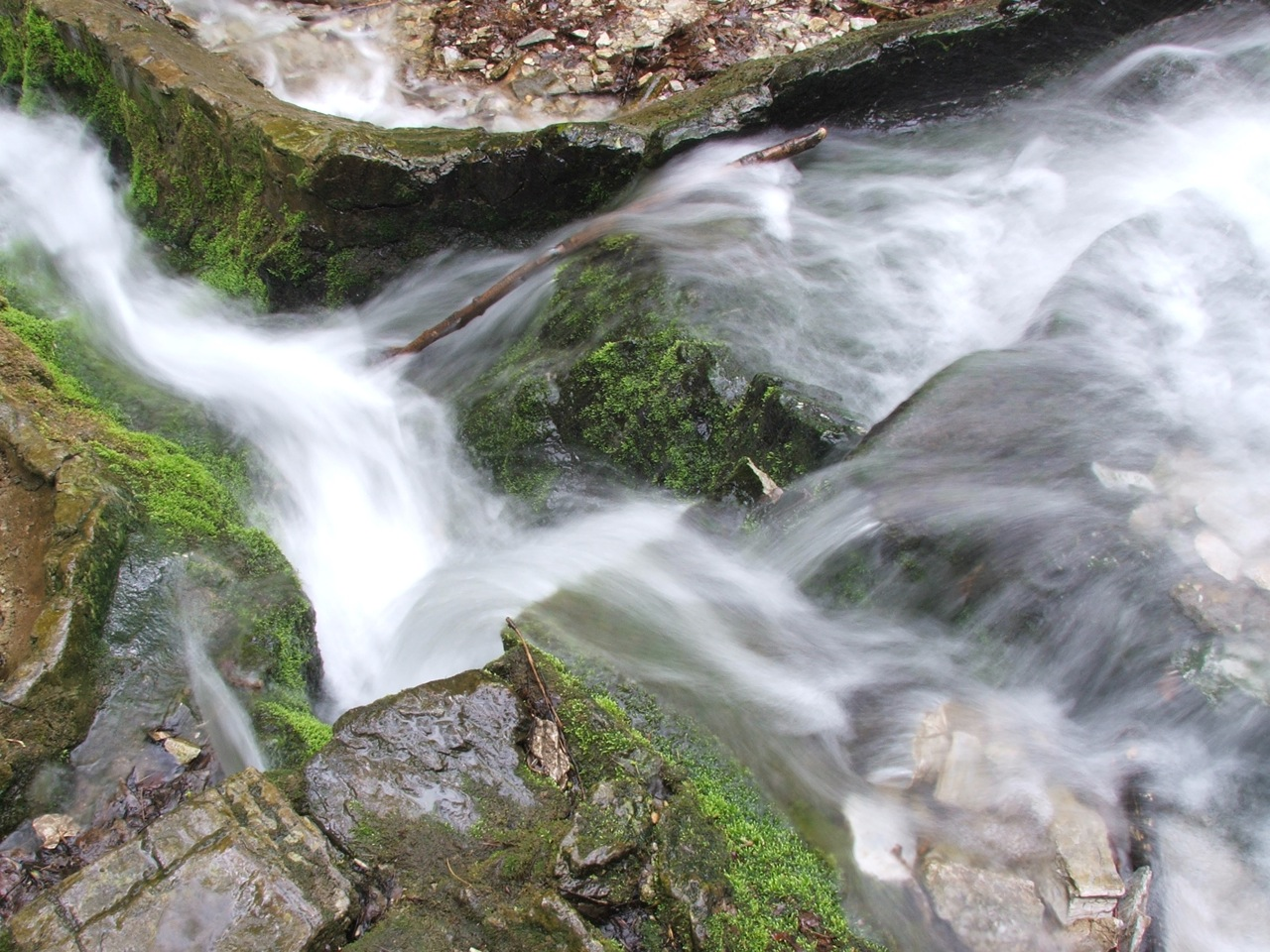
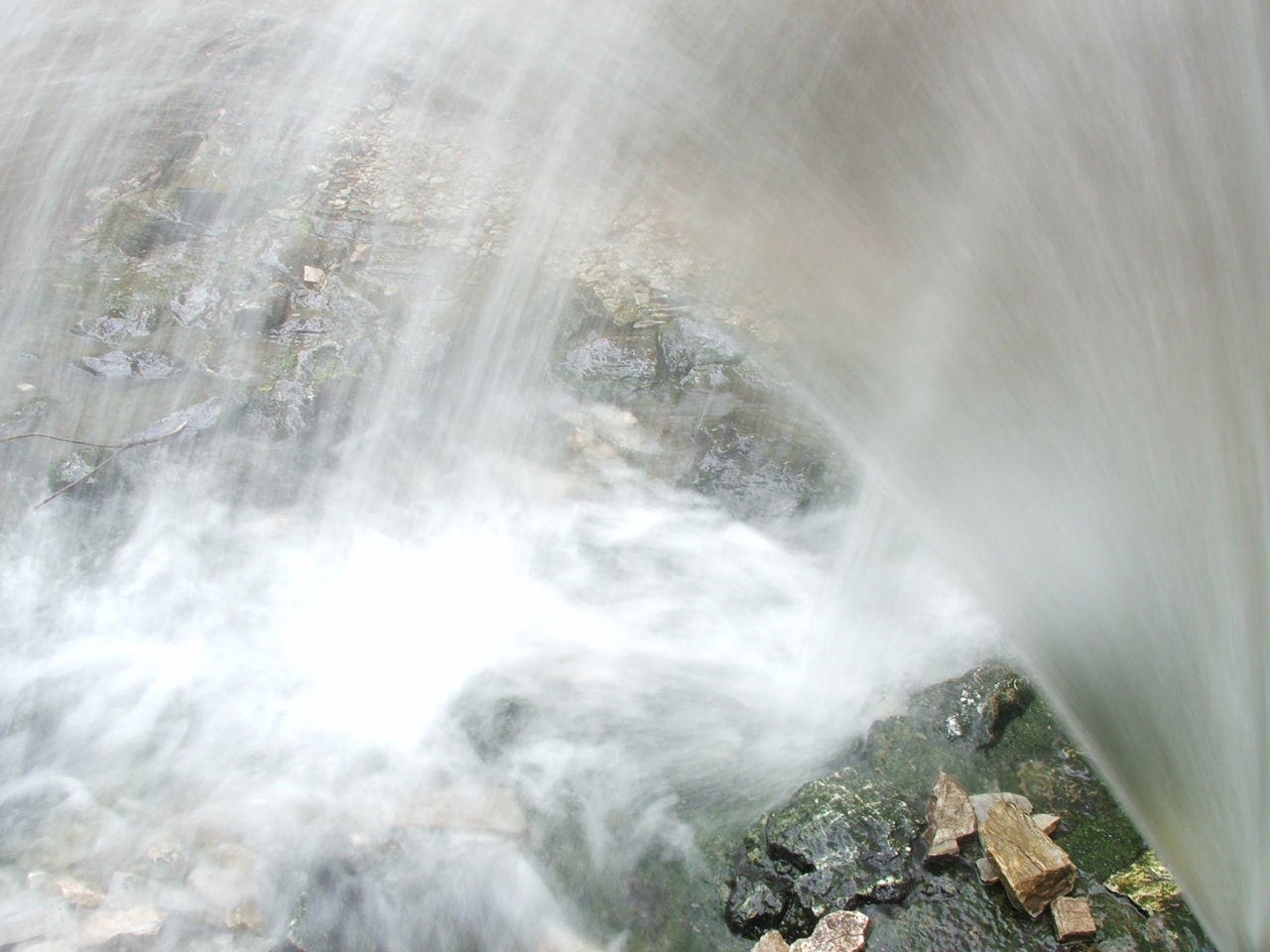

## Látnivalók a környéken
- Vöröskő-forrásbarlang
- Imó-kői-forrásbarlang
- Felsőtárkányi Állami Erdei Vasút
- Buger-rét
- Hidegkúti-völgy
- Őr-kő

## Külső hivatkozások
1. ↑  Fotó: A semmiből tört fel a víz a Bükkben. hvg.hu. (Hozzáférés: 2016. február 17.)

- Geocaching.hu fényképes bejegyzések